# Antonio Santacroce
Antonio kardinal Santacroce, italijanski rimskokatoliški duhovnik, škof in kardinal, * 1598, Rim, † 25. november 1641, Rim.

## Življenjepis
1. marca 1627 je postal naslovni nadškof in 21. marca istega leta je prejel škofovsko posvečenje. 16. aprila 1627 je bil imenovan za apostolskega nuncija na Poljskem.
19. novembra 1629 je bil povzdignjen v kardinala.
10. marca 1631 je bil imenovan za nadškofa Chietija in 9. junija 1636 za nadškofa Urbina; s slednjega položaja je odstopil leta 1639.